# Белоножкин, Пётр Никифорович
Пётр Никифорович Белоножкин (1912 год, х. Тарасов — 30 июля 1966 года, Ашхабад, Туркменская ССР) — бригадир слесарей Ашхабадского стекольного комбината имени В. И. Ленина Министерства промышленности строительных материалов Туркменской ССР. Герой Социалистического Труда (1966).

## Биография
Родился в 1912 году в бедной крестьянской семье.
Трудовую деятельность начал в 1928 году. До 1934 года работал мастером тракторного парка Островской МТС Сталинградской области.
С конца 1936 года работал слесарем на хлопчатобумажной фабрике в Мары.
С мая 1942 года участвовал в Великой Отечественной войне в составе 93-й Стрелковой бригады.
После демобилизации возвратился в Туркмению, где трудился слесарем, бригадиром слесарей на Ашхабадском стекольном комбинате имени В. И. Ленина. В 1952 году вступил в КПСС.
Избирался депутатом Ашхабадского городского и Советского районного советов[где?] народных депутатов.
В 1965 году бригада Петра Белоножкина досрочно выполнила коллективные социалистические обязательства и плановые задания Семилетки (1959—1965). Указом Президиума Верховного Совета СССР от 28 июля 1966 года удостоен звания Героя Социалистического Труда с вручением Ордена Ленина и золотой медали Серп и Молот.
Скоропостижно скончался через день после объявления о награждении званием Героя Социалистического Труда.
Награды
- Герой Социалистического Труда
- Орден Ленина
- Медаль «За победу над Германией в Великой Отечественной войне 1941—1945 гг.»